# VMware Workstation
VMWare Workstation este o colecție de software ce implementează o mașină virtuală pentru calculatoare pe arhitecturi x86 sau x86-64, produsă de compania VMWare, parte a grupului EMC Corporation. Pe fiecare astfel de mașină virtuală se poate executa un sistem de operare cum ar fi Windows, Linux, diferite tipuri de BSD sau altele. VMWare WorkStation permite astfel unei singure mașini fizice să ruleze mai multe sisteme de operare simultan. Mașina virtuală poate folosi perifericele mașinii fizice (cum ar fi unități optice, interfețe de rețea, unități de stocare sau unele dispozitive USB), dar unele pot fi și simulate. Astfel, se pot crea interfețe de rețea virtuale pentru comunicarea cu sistemul de operare de pe mașina gazdă, se pot monta fișiere .iso ca unități optice și se pot folosi fișiere VMDK ce descriu hard-diskuri virtuale.
Întrucât permite copierea și salvarea de copii de siguranță a mașinilor virtuale, VMWare Workstation este folosit în testarea de drivere și module de kernel pentru a evita distrugerea (cu necesitatea reinstalării) sistemului de operare de un modul/driver cu erori. De asemenea, este util pentru testarea de software de aplicații pe multiple platforme, fără a fi necesare mașini fizice suplimentare.